# Kornhaus (Kempten)
Das Kornhaus in Kempten (Allgäu) ist ein markantes, barockes Gebäude der ehemaligen Stiftsstadt Kempten. Es wurde nach den Plänen Johann Jakob Herkomer errichtet. Das kreuzförmige Bauwerk mit der Anschrift Großer Kornhausplatz 1 diente der Kornlagerung. Seit 2019 wird das Haus grundlegend saniert, eine Eröffnung ist für 2024 geplant.

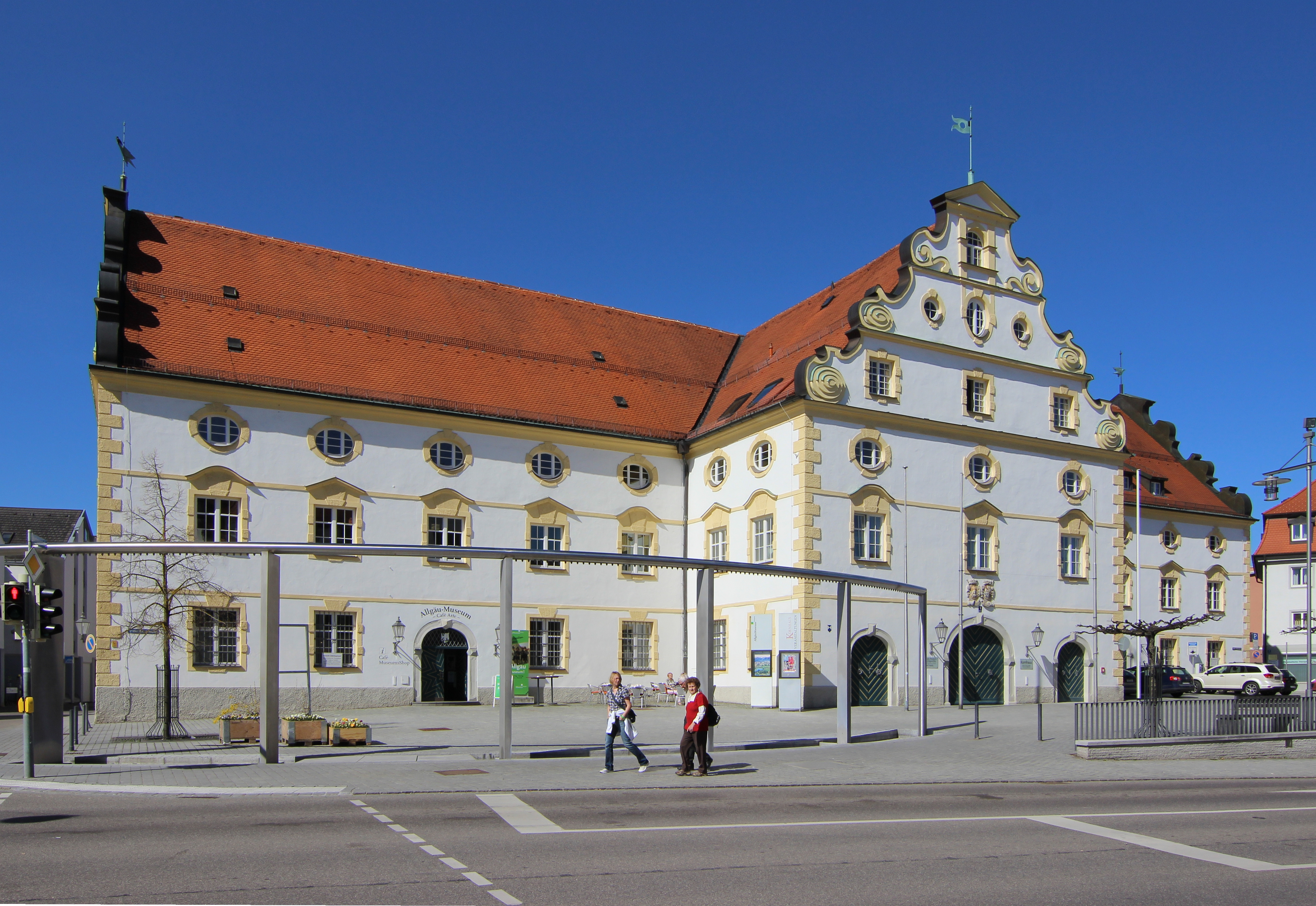
Das Kornhaus in Kempten (2014)

## Geschichte
Rupert von Bodman gab den Bau des Kornspeichers in Auftrag, woraufhin Johann Jakob Herkomer die Pläne erstellte. Nach der Fertigstellung nach 1700 wurde in dem Kornhaus Roggen, Gerste und Korn gehandelt und notiert. Im Jahr 1803 ging das Bauwerk wegen der Säkularisation an das Königreich Bayern über. Dieses ließ das Gebäude allmählich verfallen. Ab 1893 lagerte man das Korn auch in der Kornschranne des Rathauses. Damit verlor das Gebäude seine Bestimmung.
Es wurde 1872 durch die Stadt Kempten erworben, die darin 1874/75 einen großzügigen Festsaal einrichtete. Nach dem Ersten Weltkrieg wurde 1923 die Butter- und Käsebörse im Südflügel etabliert. Das Allgäuer Heimatmuseum wurde 1925 im Nordflügel eingerichtet. Der Wochenmarkt zog jeweils im Winter in den Gewölbekeller ein.
Das Kornhaus ist als Baudenkmal in die Bayerische Denkmalliste eingetragen.
Der letzte Wochenmarkt im Kornhaus fand im Jahr 1998 statt. Im folgenden Jahr wurde die neue Markthalle am Königsplatz für diesen Zweck eröffnet. Eine Generalrenovierung erfolgte 1998. Neben seiner Funktion als Stadt- und Regionalmuseum diente es seitdem als Ort für Veranstaltungen wie Konzerte, Theaterstücke oder Tagungen. Seit Ende 2018 läuft die Sanierung des Gebäudes.

## Baubeschreibung
Über dem Hauptportal befindet sich das Wappen des Fürstabtes Rupert von Bodman. Die Innenräumlichkeiten wurden im Laufe der Geschichte mehrfach verändert. So wurde von 1874 bis 1876 ein großer Festsaal eingerichtet. Das mächtige dreigeschossige Gebäude ist kreuzförmig und hat geschwungene Volutengiebel. Es wird durch rechteckige, quer- und hochovale Fenster belichtet. Im Mitteltrakt befinden sich drei Rundbogenöffnungen.

## Allgäu-Museum

### Geschichte
Das Allgäu-Museum (auch AllgäuMuseum) wurde 1999 im Kornhaus eröffnet. Das Museum wurde Ende November 2018 geschlossen. Zwischen 1999 und der Schließung besuchten über 275.000 Interessierte das Museum. Ein Teil der Ausstellungsstücke wird im neuen Kempten-Museum im  Zumsteinhaus gezeigt, das am 6. bis 8. Dezember 2019 eröffnet wurde. Ein neues Allgäu-Museum soll dann im Marstall entstehen. Das Kornhaus wird seit dem Auszug des Museums saniert und soll zukünftig als reines Veranstaltungshaus dienen. Es ist bis Frühjahr 2025 wegen Bauarbeiten geschlossen.

### Ausstellung
Der Rundgang begann mit einer Zeitreise durch die Kemptener Stadtgeschichte von der Gegenwart zurück ins frühe Mittelalter. Gezeigt wurden unter anderem Porträts von Fürstäbten und Patriziern, Fürstenglanz und Handwerk aus einer Zeit, als Kempten noch in katholische Stiftsstadt und protestantische Reichsstadt geteilt war. Gotische Drachenleuchter waren genauso ausgestellt wie einmalige Fundstücke des mittelalterlichen Alltags.
Die Abteilung Blicke ins Allgäu präsentierte farbenprächtige Fayencen, Reiseandenken, Trachtenhauben, Erzeugnisse aus verschiedenen Glashütten, Kuhglocken, Alpabtriebsschmuck und eine eigens gebaute „Schubladenkuh“.
Der Bereich Leben in der Stadt beschäftigte sich mit der Arbeit und Freizeit der städtischen Bevölkerung im 19. Jahrhundert. Es wurden dabei u. a. eine „gute Stube“ aus der Biedermeierzeit, Porträts von Bürgerinnen und Bürgern, Spielsachen, Tabaksutensilien, Kleidung, Stock und Hut, Möbel sowie die Hofapotheke präsentiert. Zudem konnte ein Lochplatten-Spielautomat aus einem Wirtshaus mit Hilfe einer Münze zum Klingen gebracht werden.
Das Leben der Landbevölkerung wurde ebenfalls im Allgäu-Museum behandelt. Flachsbearbeitungsgeräte und milchwirtschaftliche Gerätschaften illustrierten zwei der wichtigsten ländlichen Arbeitsbereiche der letzten 150 Jahre. In einer Bauernstube konnte ein Gespräch zwischen einer Magd und einem Taglöhner belauscht werden. Rosenkränze, Sargkronen, Jesulein oder Andachtsbilder belegten die vielfältigen Ausdrucksformen der Volksfrömmigkeit. Zudem wurde eine zwischen 1820 und 1843 entstandene, aus über 250 Figuren bestehende Jahreskrippe des Kemptener Schnitzers Ludwig Weiß gezeigt.
Unter dem Motto „Zeit ist Geld“ wurden in der letzten Ausstellungseinheit Turm- und Bilderuhren, ein im 17. Jahrhundert vergrabener Goldschatz, Zappler und andere Uhren zusammen mit Goldwaagen, Geldtruhen, Taler und Batzen ausgestellt.

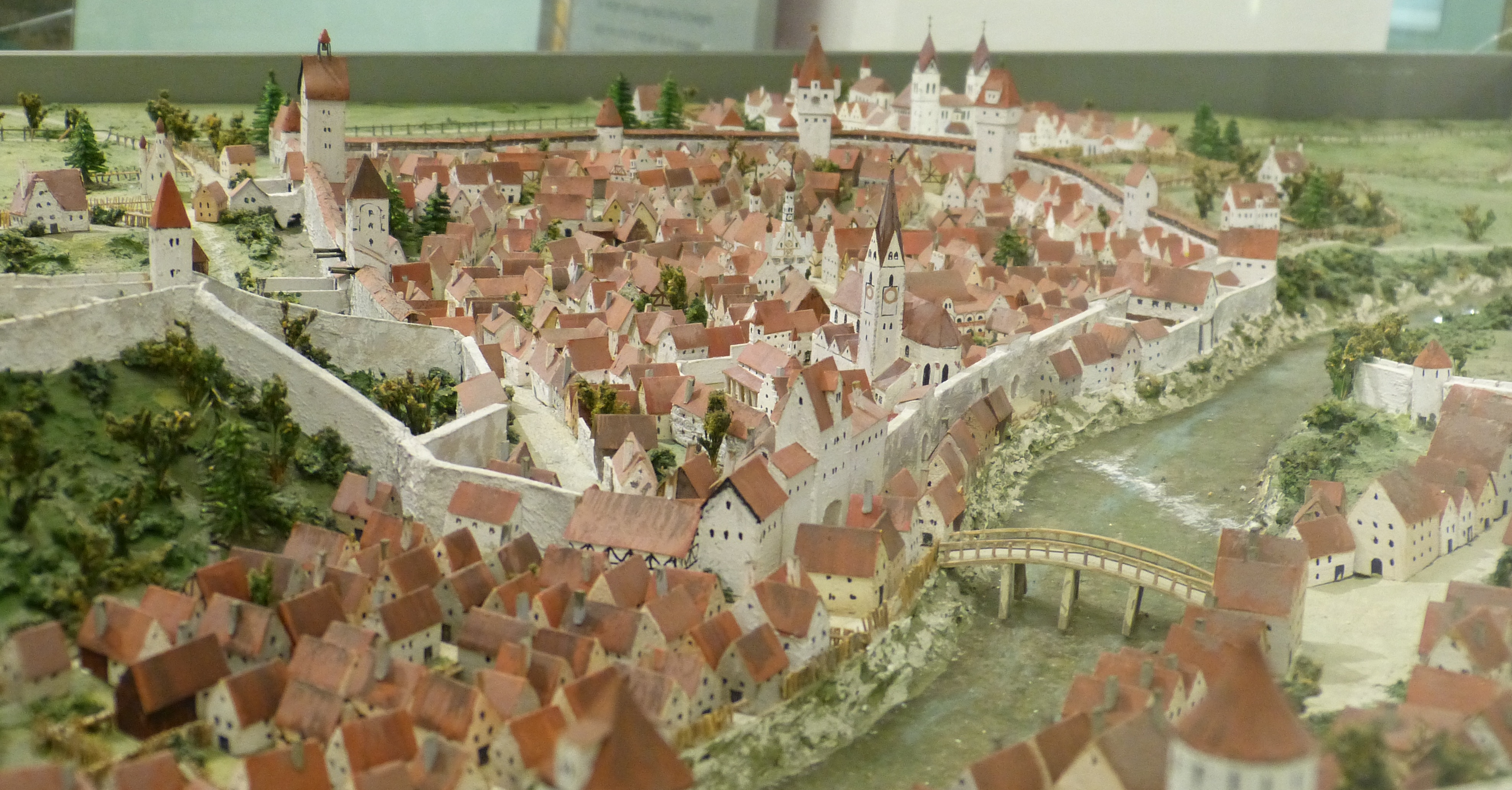
Stadtmodell Kemptens
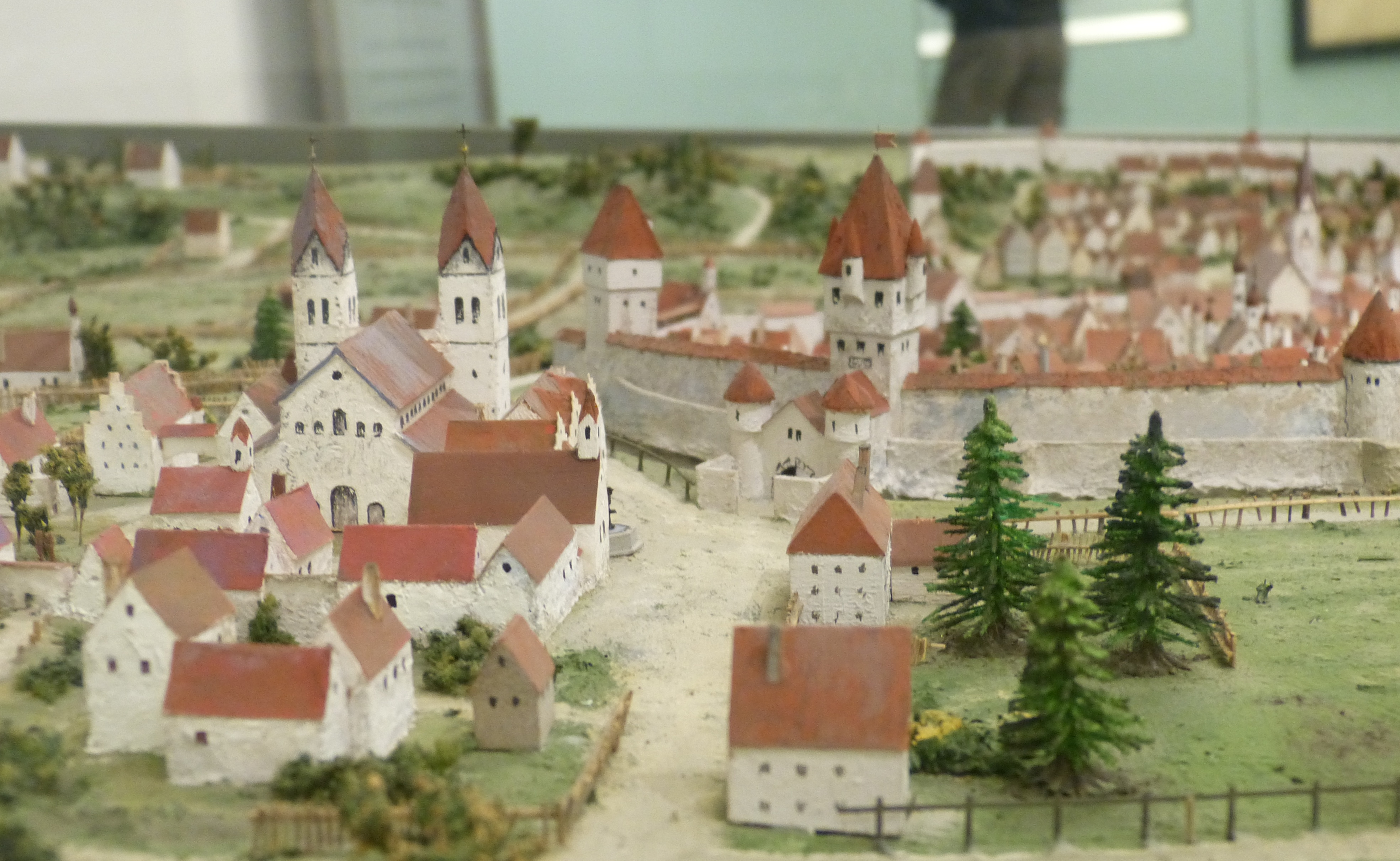
Stadtmodell Kemptens
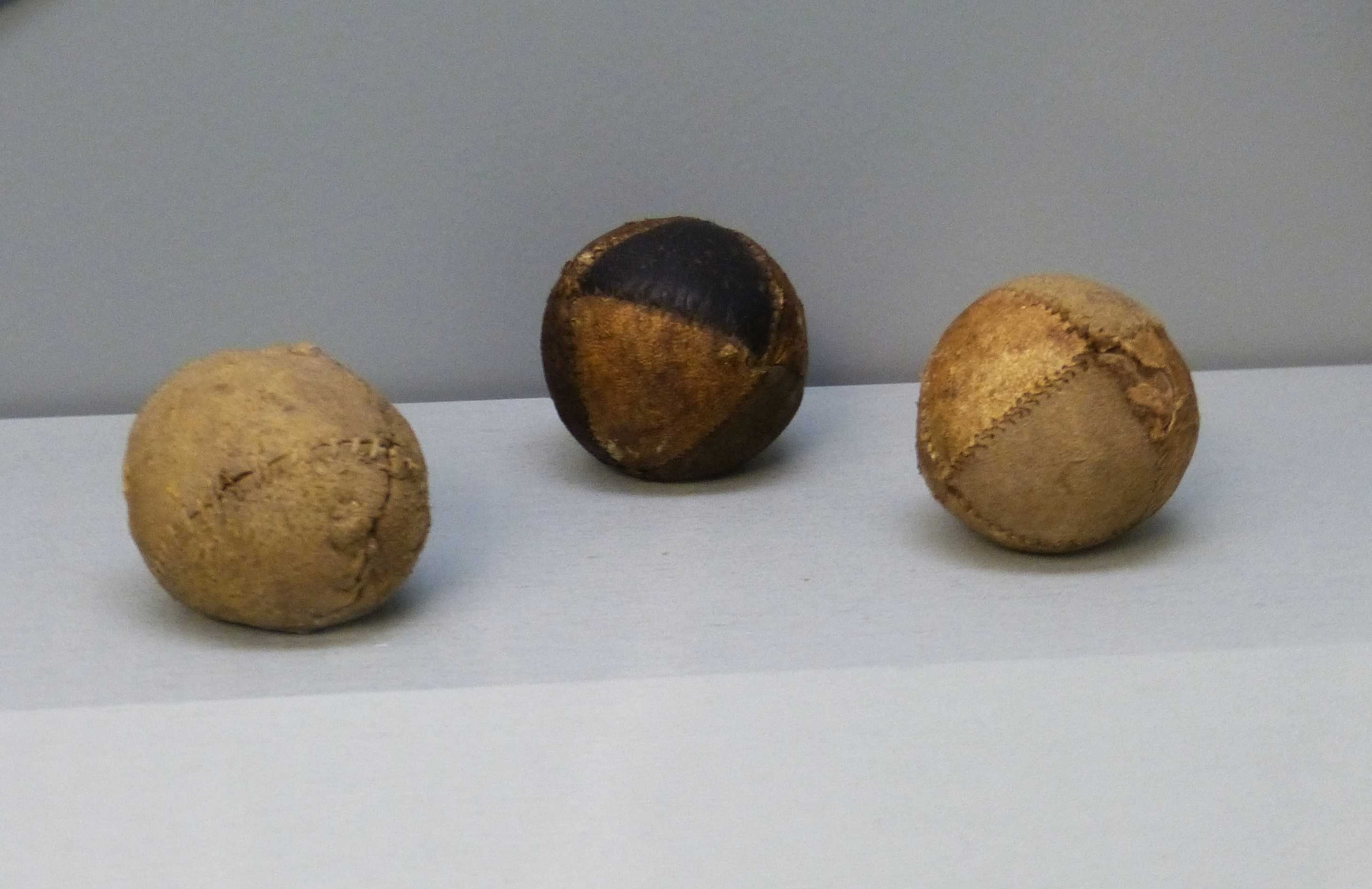
Jonglierbälle aus dem 15./16. Jahrhundert, Fund aus dem Mühlberg-Ensemble
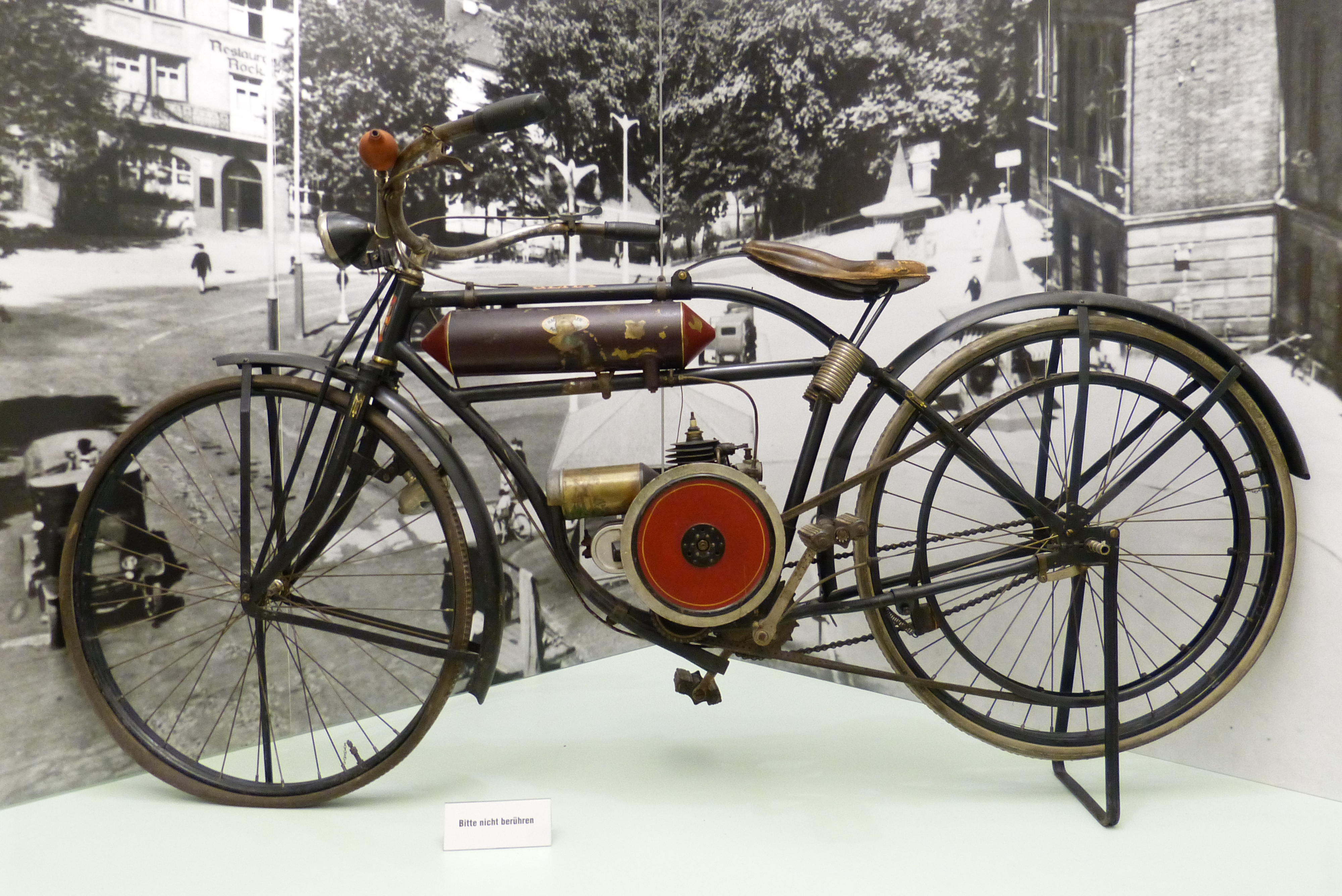
GEHA-Leichtkraftrad von 1926